# Санирион
Санирион (грч. Σαννυρίων) био је атински комедиограф који је стварао првенствено у оквиру старе атичке комедије, али делом припада и почетној фази средње комедије. Био је савременик Диокла и Филилија.
Санирион се ругао дикцији Хегелоха, глумца у Еурипидовом Оресту, који је приказан 408. п. н. е. Хегелох је, наиме, направио омашку док је изговарао стих 279. ове трагедије, који гласи: Ἐκ κυμάτων γὰρ αὖθις αὖ γαλήν᾽ ὁρῶ ("након олује опет мирно море видим"), па је уместо γαλήν᾽ ὁρῶ ("мирно море видим") рекао γαλῆν ὁρῶ ("ласицу видим") не означавајући у изговору апокопу вокала.
О Санирионовом животу не знамо ништа, осим да је био изразито мршав, због чега му се Стратис ругао у Кинесији и Трагачима за хладом, као и Аристофан у данас изгубљеном комаду Герyтадес, у коме комедиограф Санирион, трагички песник Мелит и епичар Кинесија силазе у подземни свет као представници свих живих песника; а они су одабрани зато што су и сами сенке па им та област неће бити страна. Занимљиво је да се Санирион по истом основу ругао Мелиту у свом комаду Сврха (Τέλως). Аристофану је такође узвратио тако што му је пребацио да је провео живот пишући за друге, чиме је највероватније алудирао на то што су неке Аристофанове комедије на позорницу изведене под именом других особа.
Суда наводи ове наслове Санирионових комедија:
- Сврха (Τέλως)
- Данаја (Δανάη)
- Ија (Ἰώ)

Суда наводи и Трагаче за хладом (Ψυχασταί) позивајући се на Атенеја, но то је заправо Стратисова драма коју је аутор лексикона приписао Санириону непажљивим читањем Атенеја, који на том месту прича о томе како је Санирион исмеван у Стратисовим Трагачима.
Сачувано је неколико стихова из Сврхе, те пет стихова из Данаје, у којима исмева споменуту омашку глумца Хегелоха. Код Атенеја је сачувано неколико речи из Ије. Данаја и Ија по тематици можда већ припадају средњој атичкој комедији, но временски не могу бити много касније од 407. п. н. е.